# Cees van Ierssel
Cornelius Claudius Henricus „Cees“ van Ierssel (* 6. Dezember 1945 in Breda) ist ein ehemaliger niederländischer Fußballspieler. Er wurde mit dem FC Twente einmal niederländischer Vizemeister und einmal Pokalsieger und erreichte 1975 das Finale im UEFA-Pokal. Mit der Nationalmannschaft wurde er 1974 Vizeweltmeister.

## Vereinskarriere
Van Ierssel spielte in den 1960er Jahren mit seinen Brüdern bei der drittklassigen VV Baronie aus seiner Heimatstadt Breda, bei der auch sein Vater schon aktiv gewesen war. Doch Cees wollte höher hinaus und ließ sich 1969 selbst auf die Transferliste setzen. Trainer Kees Rijvers holte den talentierten Spieler zum FC Twente nach Enschede. Hier wurde er zunächst im Mittelfeld, dann in der Innenverteidigung eingesetzt, ehe er seinen Stammplatz als rechter Außenverteidiger fand. Gemeinsam mit Torhüter Piet Schrijvers und den Abwehrkollegen Epi Drost, Kalle Oranen und Willem de Vries hatten die Enscheder eine Abwehr, die dem FC Twente zu seinen erfolgreichen „Goldenen Siebziger“ Jahren verhalf. Nach Platz vier 1970, Platz fünf 1971 und zweimal Platz drei wurde das Team in der Saison 1973/74 um ein Haar Meister, nur eine 2:3-Niederlage auswärts in De Kuip an einem der letzten Spieltage gegen den späteren Meister Feyenoord verhinderte den Titel. In der Saison 1971/72 stellte die Abwehr um van Ierssel und Drost dabei einen Rekord auf, der auch 2009 noch Bestand hat: mit 13 Toren erhielt das Team über die Spielzeit die wenigsten Gegentore, die je ein Team in der Eredivisie hinnehmen musste.
Auch international machten van Ierssel und der FC Twente von sich reden, denn in den europäischen Pokalwettbewerben spielten die Enscheder in diesen Jahren eine gute Rolle. Im Messepokal 1971 scheiterten sie erst im Viertelfinale an Juventus Turin und im UEFA-Pokal 1973 erst im Halbfinale an Borussia Mönchengladbach. Zwei Jahre später stand van Ierssel mit Eddy Achterberg und Frans Thijssen, mit Arnold Mühren, Epi Drost und Volkmar Groß in dem Team, das im Halbfinale Juventus Turin ausschaltete und erst im Finale an Borussia Mönchengladbach scheiterte. Im selben Jahr verlor das Team das Pokalendspiel gegen den FC Den Haag. 
Zwei Jahre nach dem verlorenen Finale sollte es endlich mit einem Titel klappen: am Himmelfahrtstag 1977 spielte er mit Twente in Nijmegen im KNVB-Pokalfinale. Nach 90 Minuten stand es gegen PEC Zwolle 0:0; Twente gewann nach Verlängerung mit 3:0. In der folgenden Spielzeit erreichte er mit der Mannschaft im Europapokal der Pokalsieger das Halbfinale, in dem der FC Twente gegen RSC Anderlecht mit zwei Niederlagen ausschied. In insgesamt 39 von 40 möglichen UEFA-Pokalspielen war van Ierssel dabei, erzielte dabei 1973 gegen Panahaiki Patras sein einziges „internationales“ Tor. Außerdem absolvierte er alle acht Spiele im Europapokal der Pokalsieger. In der Ehrendivision stand er 290-mal für den FC Twente auf dem Platz, erzielte dabei 14 Tore.
Nach zehn Jahren beim FC Twente ging van Ierssel 1979 zum Zweitligisten Heracles Almelo, wo er noch drei Jahre in der Eerste Divisie spielte. Anschließend übte er bis zur Pensionierung seinen erlernten Beruf als Verwaltungsangestellter wieder aus, daneben spielte er zeitweilig beim Amateurklub Quick ’20 weiter Fußball.

## Nationalmannschaft
In der Saison 1973/74 avancierte van Ierssel zum Nationalspieler. Er löste seinen Vereinskameraden Epi Drost im Oranje-Trikot ab: Drost zog sich nach seinem letzten Länderspiel am 12. September 1973 eine schwere Verletzung zu; im nächsten Match gegen Polen am 10. Oktober 1973 stand van Ierssel erstmals im Kader und wurde gleich eingewechselt; er kam in der 78. Minute für Johan Neeskens auf den Platz, als das Ergebnis von 1:1 bereits feststand. Unter Bondscoach Rinus Michels machte er die Vorbereitungsspiele auf die Fußball-Weltmeisterschaft 1974 in Deutschland mit und gehörte auch zum Kader der Niederländer bei der WM, blieb jedoch ohne Einsatz; nur im ersten Spiel gegen Uruguay durfte er auf der Bank sitzen. Nach der WM kam er noch in einem EM-Qualifikationsspiel gegen Finnland und einem Freundschaftsspiel am 9. Oktober 1974 gegen die Schweiz zum Einsatz, ehe seine Karriere in Oranje nach einem Jahr beendet war.